# Philip van Wilder
Philip van Wilder (Millam, ca 1500 - Londen, 24 februari 1557) was een Zuid-Nederlands componist en luitist die werkzaam was in Engeland.
Het is niet bekend wanneer hij zich in Engeland vestigde, vermoedelijk omstreeks 1520, waar hij werkte aan het hof van Hendrik VIII. In 1525 stond hij te boek als mynstrell (minstreel), later als lewter (luitist).
Van Wilder stond in de gunst van Hendrik VIII en later van diens opvolger, Eduard VI.
Hij schreef liederen, motetten en werken voor luit. Bekend is de Fantasia con pause e senza pause, een vierstemmig werk dat zowel mét als zonder de rusten kan worden gespeeld.